# Hallo, ik heb kanker
Hallo, ik heb kanker is een Nederlands televisieprogramma dat door de Evangelische Omroep wordt uitgezonden op Zapp, NPO 3. In dit medische jeugdprogramma staan kinderen en jongeren centraal die kanker hebben. Het programma wordt gepresenteerd door Anne-Mar Zwart.

## Het programma
Het programma draait om het dagelijks leven van vier kinderen en jongeren met verschillende vormen van kanker. Zij doen in een zelf bijgehouden videodagboek verslag van hun belevenissen. Onder andere hun medische behandelingen komen hierin aan bod, maar ook hun dagelijks leven, zoals school en activiteiten met vrienden. Zwart gaat op belangrijke momenten bij de tieners langs en gaat met hen in gesprek om een beeld te schetsen hoe het is om te leven met kanker.
In het derde seizoen (2022) wordt een talkshow geïntroduceerd. Hier wordt in een informele setting met de deelnemers besproken hoe het leven met kanker eruitziet. De talkshow dient als aftrap en afsluiting van het seizoen. 

## Deelnemers

### Eerste generatie (seizoenen 1 en 2)
| Naam      | Leeftijd S1 | Leeftijd S2 | Diagnose                     |
| --------- | ----------- | ----------- | ---------------------------- |
| Catherine | 13 jaar     | 16 jaar     | tumoren in hersens en longen |
| Daimon    | 9 jaar      | 12 jaar     | leukemie                     |
| Julian    | 13 jaar     | 16 jaar     | hersenstamkanker             |
| Rachel    | 15 jaar     | 18 jaar     | tumor in oogzenuw            |

### Tweede generatie (seizoen 3)
| Naam      | Leeftijd | Diagnose         |
| --------- | -------- | ---------------- |
| Kelsie    | 12 jaar  | leukemie         |
| Marleen † | 10 jaar  | botkanker        |
| Olivier   | 12 jaar  | leukemie         |
| Rose      | 10 jaar  | lymfeklierkanker |

## Succes
Het programma is een groot succes en sleept het najaar in 2017 direct een nominatie voor de Gouden Stuiver in de wacht. De andere genomineerden waren Bommetje XL en Brugklas. Uiteindelijk won Brugklas. Het programma wint later die maand wel de Cinekid Kinderkast publieksprijs voor de beste Nederlandse televisieproductie voor kinderen van 6 tot 12 jaar. In 2022 wordt het programma voor de tweede keer genomineerd voor de Televizier-Ring Jeugd. Ditmaal wordt de nominatie wel verzilverd.

## Vervolg
Op 16 februari en 23 februari 2020 zijn er twee nieuwe afleveringen uitgezonden. In aanloop daar naartoe is de eerste serie uit 2017 op de voorafgaande zondagen herhaald.
In 2021 wordt er een derde seizoen aangekondigd. Dit seizoen ging op 9 januari 2022 van start en eindigde op 13 februari.